# 程顺昌
程顺昌（1906年—1931年2月18日），又名程声忠，浙江省温岭县坞根乡寺基村人。中国共产党早期人物。

## 生平
1928年，程顺昌加入中国共产党。随柳苦民创建坞根游击大队，任副大队长。1930年7月，任中国工农红军第十三军第二团团委委员兼坞根游击大队大队长。1931年2月，程顺昌母亲去世，游击队员在程家拜祭期间，被国军得知，并由陈作梅率部围攻。1931年2月18日，二师一团驻坞根寺基村时被国军包围。程顺昌率部突围，在下呈陡门头盘枫树下阵亡。